# Kościół Podwyższenia Krzyża Świętego w Gaci
Kościół Podwyższenia Krzyża Świętego – rzymskokatolicki kościół filialny w Gaci, województwo dolnośląskie. Świątynia należy do parafii św. Jakuba Apostoła w Małujowicach w dekanacie Brzeg południe, archidiecezji wrocławskiej. Dnia 26 stycznia 1957 roku, pod numerem A/1283/411 kościół został wpisany do rejestru zabytków województwa dolnośląskiego.

## Historia kościoła
Pierwsze informacje o kościele w Gaci pochodzą z 1306 roku. Prezbiterium, zakrystię oraz fundamenty pod pierwsze przęsło nawy wzniesiono w 1 poł. XIV wieku. Około 1450–1460 roku wyposażono świątynię w malowany tryptyk ze sceną Ukrzyżowania Jezusa Chrystusa. W 1534 r. kościół został przejęty przez protestantów. Na początku XVII wieku wybudowano w konstrukcji szachulcowej nawę z kruchtą oraz nakryto prezbiterium drewnianym, polichromowanym stropem z dekoracją o motywach roślinno-zwierzęcych. W zakrystii powstało sklepienie kolebkowe i nadbudowano nad nią lożę kolatorską. W 1. połowie XVII wieku nawę ozdobiono polichromia. W latach 1725–1726 wykonano sygnaturkę, która pełniła funkcję dzwonnicy. Sygnaturka została odnowiona w 1864 roku oraz wykonano więźbę dachową a także wybudowano kruchtę. W czasie działań wojennych, w 1945 roku,  kościół został zniszczony. Dopiero w 1956 r. rozpoczęto jego odbudowę. W 1958 roku wykonano nowy dach nad prezbiterium a w 1962 roku murowaną nawę, którą zaprojektował profesor F. Kozakiewicza. W 1982 roku zrekonstruowano sygnaturkę zmieniając kształt hełmu a w 1987 roku nowy strop położono nad prezbiterium i nawą.

## Architektura i wnętrze kościoła
Jest to budowla orientowana, jednonawowa, z trójbocznie zamkniętym, gotyckim prezbiterium oraz nawą w kształcie prostokąta. Prezbiterium od północnej strony jest wydłużone. Zakrystia sklepiona jest kolebą ponad którą znajduje się loża kolatorska z zamurowanymi arkadami.
Cokół i dolna część prezbiterium wykonane zostały z rudy darniowej, natomiast powyżej aż do stropu z cegły zendrówki. Całość kościoła pokrywa stromy dach z gontu. Na prezbiterium znajduje się sygnaturka z namiotowym hełmem, u której szczytu znajduje się chorągiewka z datą 1864. Dekorację zachodniej części prezbiterium są trzy blendy. Okna są ostrołukowe z maswerkami.
Wnętrze kościoła salowe, prezbiterium i nawa nakryte współczesnym stropem. Do cennych zabytków należą:
- renesansowa, całopostaciowa, płyta nagrobna Wenczela von Oppersdorfa, zmarłego w 1546 roku,
- manierystyczne epitafium Anny Marii von Kuschenbar und Schorckav, zmarłej w 1618 roku,
- barokowe epitafium barona Moritza Kottulinskiego, zmarłego w 1675.[3]